# Claudio, Rik und Roger
Claudio, Rik und Roger waren ein italienisches Gesangstrio aus Mailand. Die drei Jugendlichen nahmen 1964 eine deutschsprachige Version des Chuck-Berry-Klassikers Memphis Tennessee auf und wurden damit neben zwei anderen Versionen auf Platz 1 der deutschen Charts geführt.

## Bandgeschichte
Das Trio bestand aus Claudio Capodieci, Enrico Gorla und Ruggero Lombardo. Sie waren Mitglieder des Kinderchors des Piccolo Teatro di Milano und sangen unter anderem in Stücken von Bertolt Brecht. Der Musiker und Gesangslehrer Renzo Gilardini entdeckte die drei und verhalf ihnen zu Aufnahmen für das Label Polydor. 1964 erschien in Italien die Single Minni Brown.
Etwa zu dieser Zeit hatte Johnny Rivers einen Nummer-2-Hit in den USA mit seiner Version von Memphis Tennessee, 1960 ein Hit für Chuck Berry. Die Single sollte auch in Deutschland veröffentlicht werden und parallel dazu wurden Interpreten für eine deutschsprachige Version mit einem Text von Elisabeth Bertram gesucht. Bernd Spier nahm das Lied für das Label CBS auf, Polydor holte Claudio, Rik und Roger für Aufnahmen nach Deutschland. Im November und Dezember standen alle drei Versionen gemeinsam auf Platz 1 der deutschen Charts.
Die drei Jungen nahmen noch eine deutsche Version von Party Doll von Buddy Knox als Hey Bambina und eine Version des Schlagers Mamatschi (1938 komponiert vom Österreicher Oskar Schima) auf, erreichten aber keine weitere Chartplatzierung. Auch in Italien ergab sich aus weiteren Singles kein Erfolg.
1967 wurde Rik Gorla durch Luigi Paghini ersetzt. Sie traten als Claudio, Lewis e Roger auf und gewannen mit Teenagers Concerto beim Festival de Bellaria. Danach machten sie als Trio Junior noch zwei weitere Aufnahmen. Als sie in den Stimmbruch kamen, löste sich die Gruppe aber in den späten 1960er Jahren auf.

## Mitglieder
- Claudio Capodieci (* 27. Dezember 1950 in Mailand)
- Enrico „Rik“ Gorla (bis 1967)
- Ruggero „Roger“ Lombardo (* 29. Januar 1949 in Kairo)

späteres Mitglied
- Luigi „Lewis“ Paghini (* 1. September 1948 in Gaggiano)

## Diskografie
Singles
- Minni Brown / Bimbo Twist (1964)
- Negrito / L’idea fissa (1964)
- Memphis Tennessee / Drei kleine Caballeros (Deutschland 1964)
- Hey Bambina (Party Doll) / Cowboy Bill (Deutschland 1964)
- Mamatschi / Violetta (Deutschland 1965)
- O-oggi (Gee) / Eri uno di noi (1965)
- Bonanza / Il ragazzo del west (1965)